# Jacek Łuczak (lekarz)
Jacek Józef Łuczak (ur. 30 grudnia 1934 w Poznaniu, zm. 22 października 2019 tamże) – polski lekarz, profesor nauk medycznych, specjalista z zakresu chorób wewnętrznych, anestezjologii i intensywnej terapii, kardiologii oraz medycyny paliatywnej, współzałożyciel Hospicjum Palium, nauczyciel akademicki.

## Życiorys
Syn Józefa i Heleny. W 1953 ukończył Liceum im. Karola Marcinkowskiego w Poznaniu, w latach 1953–1958 studiował na Wydziale Lekarskim poznańskiej Akademii Medycznej.
W 1971 r. uzyskał stopień doktora nauk medycznych, w 1978 r. uzyskał stopień doktora habilitowanego nauk medycznych na podstawie rozprawy „Rola respiratora i środków stosowanych w znieczuleniu na rozległość doświadczalnego zawału serca u psów”. Tytuł profesora zwyczajnego otrzymał w 2002 r.
Założyciel i długoletni prezes Polskiego Towarzystwa Opieki Paliatywnej, przewodniczący Krajowej Rady Opieki Paliatywnej i Hospicyjnej przy Ministerstwie Zdrowia. Kierownik Kliniki Opieki Paliatywnej Katedry Onkologii Uniwersytetu Medycznego im. Karola Marcinkowskiego w Poznaniu.
Autor ponad 400 prac naukowych, w latach 1994–2001 specjalista i konsultant krajowy w dziedzinie medycyny paliatywnej. Był członkiem Rady Naukowej czasopisma Medycyna Paliatywna w Praktyce. Laureat konkursu Liderzy medycyny w kategorii „Osobowość Roku 2003 w Ochronie Zdrowia – zdrowie publiczne”. W 2013 otrzymał Wielkopolską Nagrodę imienia Ryszarda Kapuścińskiego. Zwyciężył również w plebiscycie „Człowiek Roku 2012”. organizowanym przez Głos Wielkopolski. 23 marca 2015 przyznano mu tytuł Ambasadora Marki Wielkopolski. Za rok 2012 nagrodzony został Europejską Nagrodą Obywatelską.
W 2002, wraz z 25 innymi osobami, był sygnatariuszem listu w obronie abpa Juliusza Paetza, podejrzewanego o seksualne molestowanie kleryków.
Odznaczony Krzyżem Oficerskim (2003) i Komandorskim (2019) Orderu Odrodzenia Polski.
Zmarł 22 października 2019. Został pochowany 31 października 2019 w Alei Zasłużonych na Cmentarzu Junikowo w Poznaniu.